# جيك هانسن
جيك هانسن (بالإنجليزية: Jake Hansen)‏ هو لاعب هوكي الجليد أمريكي، ولد في 21 أغسطس 1989 في وايت بير ليك في الولايات المتحدة.

## وصلات خارجية
- جيك هانسن على موقع دوري الهوكي الوطني (الإنجليزية)
- جيك هانسن على موقع EliteProspects.com (الإنجليزية)
- جيك هانسن على موقع HockeyDB.com (الإنجليزية)